# Haryu Norio
Norio Haryu (sinh ngày 14 tháng 1 năm 1972) là một cầu thủ bóng đá người Nhật Bản.

## Sự nghiệp câu lạc bộ
Norio Haryu đã từng chơi cho Bellmare Hiratsuka.